# Micaela Slăvescu
Micaela Slăvescu (n. 17 martie 1929, București – d. 2009) a fost o lexicografă și traducătoare română de limba franceză.

## Biografie
S-a născut în 1929 în familia inginerului Oliviu Slăvescu și a soției sale, Gabriela (născută Cavaliotti). A urmat școala primară la București, Școala Centrală de Fete din București (1939-1947) și Facultatea de Litere, secția italiană-franceză, a Universității din București (1947-1951). A lucrat la Direcția Presei, la I.P.I.A. și apoi ca profesoară la Catedra de franceză a Universității din București (din 1963).
A colaborat cu articole la Secolul 20, Revue roumaine ș.a. Debutul său editorial a avut loc în 1963 cu o antologie de umor în limba franceză, intitulată Humour en français... de tous les coins... de tous les âges. A participat apoi la elaborarea lucrărilor științifice Dicționar al literaturii franceze (1972) și Histoire de la litterature française (1981).
Micaela Slăvescu s-a remarcat mai ales ca traducătoare în și din limba franceză, publicând numeroase traduceri din literatura franceză (Ch. Nodier, Gerard de Nerval, Victor Hugo, Cl. Bremond ș.a.), prefațând operele unor scriitori francezi clasici și moderni – La Fontaine, Corneille, Molière, H. Nonnier, Edmond Rostand, Maurice Druon, Michel Tournier ș.a. și traducând în limba franceză scrierile lui Lucian Blaga, Marin Preda și Geo Dumitrescu, precum și o antologie de basme românești (Contes populaires roumaines, 1979) și lucrări cu profil istoric sau de istoria artei și a civilizației. Contribuția sa în domeniul popularizării limbii franceze a fost remarcată; Micaela Slăvescu a fost decorată cu ordinul francez Les Palmes Academiques în grad de Cavaler (1977) și a primit Premiul Uniunii Scriitorilor pe 1979, pentru traducerea unor opere românești.

## Scrieri
- Humour en français... de tous les coins... de tous les âges. Recueil des plaisanteiries et des anecdotes, texte culese și adnotate de Micaela Slăvescu, București, 1963;
- Dicționar al literaturii franceze (coordonator și coautor), București, 1972;
- Histoire de la litterature française (coautoare), București, 1981.

## Traduceri (selecție)
- J. F. Muller, Pictura modernă, București, 1967;
- L. Venturi, Pictori moderni, București, 1968;
- L. Venturi, De la Manet la Lautrec (în colab. cu Constanța Tănăsescu), București, 1968;
- Ch. Nodier, Trilby. Povestiri fantastice (în colab. cu Barbu Brezianu), București, 1973;
- Marin Tarangul, Bosch, Paris, 1974;
- Al. Tănase, Culture, civilisation, humanisme, București, 1974;
- Costin Murgescu, L’Economie socialiste de la Roumanie, București, 1974;
- Eugen Schileru, L’Impressionisme, București, 1975;
- Victor Hugo, Hanul din Islanda, București, 1976;
- Virgil Cândea, Breve histoire de la Roumanie, București, 1977;
- Gerard de Nerval, Călătorie în Orient, București, 1977;
- ***, Contes populaires roumaines, București, 1979;
- Maurice Druon, Fericirea unora, București, 1979;
- Claude Bremond, Logica povestirii, București, 1981;
- Geo Dumitrescu, Billiard, București, 1981;
- Marin Preda, L’Horizon bleu de la mort, București, 1982;
- Radu Florescu, L’Art de l’antiquité daco-roumaine, București, 1986;
- Lucian Blaga, Theatre, București, 1986;
- Michel Folco, Doar Dumnezeu și noi…, București, 1992;
- Ambroise Vollàrd, Ascultându-i pe Cezanne, Degas, Renoir, București, 1992.